# Johannes Thaut
Johannes Karl Thaut, född 25 maj 1921 i Radebeul i Tyskland, död där 28 maj 1987, var en tysk målare, tecknare och grafiker.
Han var son till elektrikern Martin Thaut och hans hustru Margarete och gift med Ruth Hiller. Thaut kom som desertör till Sverige 1944 och vistades första tiden i Delsbo innan han bosatte sig i Stockholm. Under sin tid i Sverige studerade han vid Otte Skölds målarskola 1946 och 1947. Han medverkade i Gävleborgs läns konstförenings höstsalong i Gävle 1948 samma år återanvände han till östra Tyskland och bosatte sig i Weinböhla utanför Dresden. Efter återkomsten till Tyskland ställde han bland annat ut på stadsmuseet i Meissen. Han gjorde sig framför allt känd som en skicklig grafiker.